# Festival du roi Arthur
Le Festival du roi Arthur est un festival de musique se tenant depuis 2008 dans la commune de Bréal-sous-Montfort à une dizaine de kilomètres au sud-ouest de Rennes en Ille-et-Vilaine et organisé par l'association du Festival du roi Arthur (AFRA). 
Ce festival se déroule les vendredi, samedi et dimanche du dernier week-end du mois d'août. Le village du Roi Arthur est organisé dans la journée du samedi dans le centre-ville de la commune de Bréal-sous-Montfort. il propose un marché d'artisans locaux, des animations médiévales (cracheurs de feux, échasses, théâtre) des jeux traditionnels bretons proposés par l'association La Jaupitre et des concerts. L'intégralité des animations du village du Roi Arthur sont gratuites. 
La programmation est généraliste, mêlant plusieurs styles de musique (Variété Française, Rap, Électro, Rock, Reggae, etc). Le festival a vu venir des artistes de renommée nationale (Matmatah, Skip the Use, Louis Bertignac, Tryo, Angèle, Martin Solveig, Miossec ou encore Pierre Perret) et internationale (Patrice, Fritz Kalkbrenner, Milky Chance).

## Histoire

### Les débuts
L'association a organisé la première édition en 2008 et a rencontré un succès inattendu. L'engouement pour le festival s'est confirmé l'année suivante avec quatre mille spectateurs de plus. Les organisateurs ont souhaité faire une pause l'année suivante pour préparer au mieux la troisième édition en 2011[réf. nécessaire]. 

### L'échec de l'édition 2011
À la suite d'une pluie particulièrement abondante en 2011, les organisateurs ont dû annuler la soirée du vendredi mettant en danger la pérennité du festival. Cette année marqua les esprits et le festival mit plusieurs années à s'en remettre. Un concert de soutien fut organisé l'année suivante et l'édition 2013 se fit en salle pour raison budgétaire. 

### La confirmation

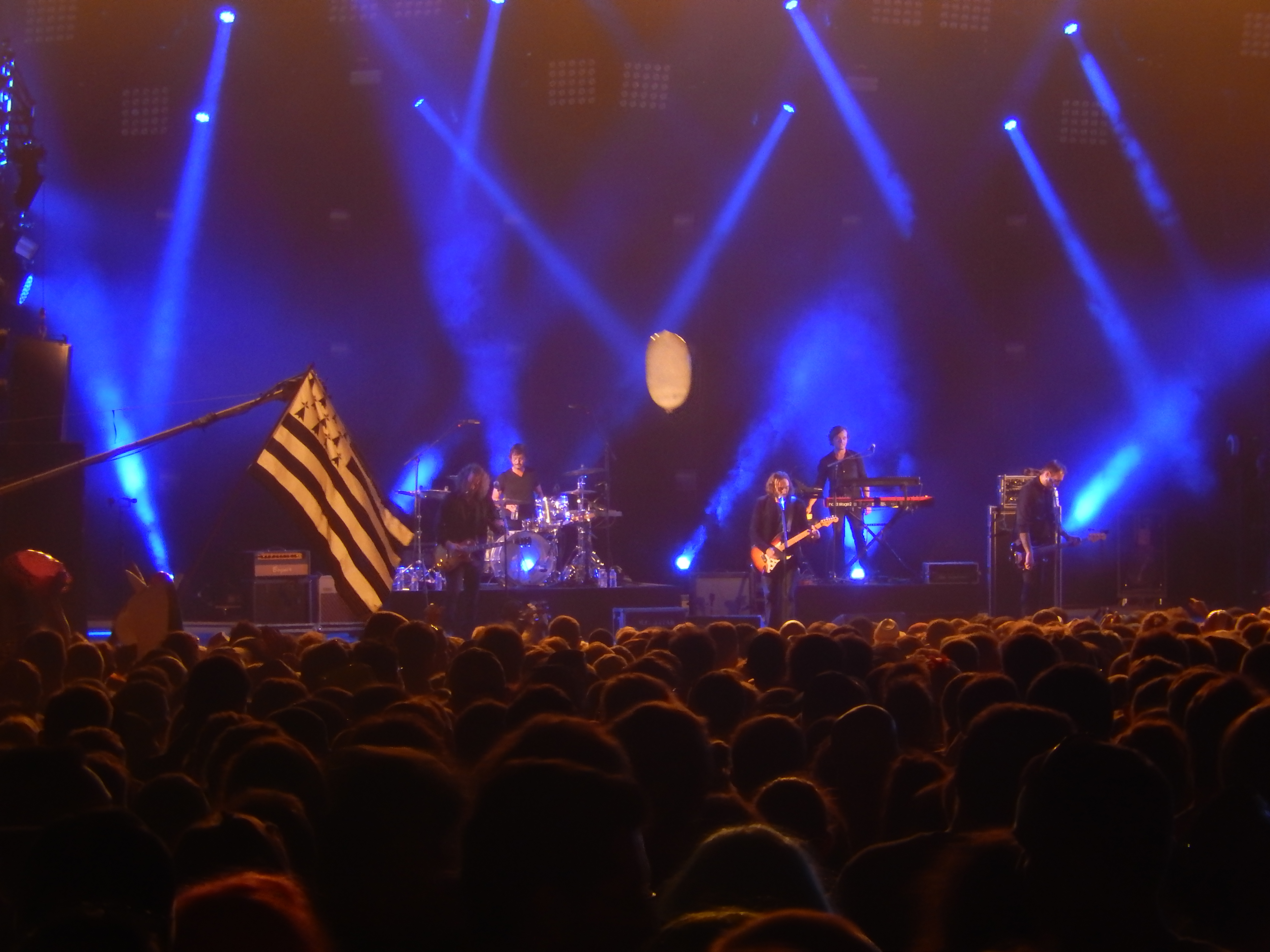
Matmatah au Festival du roi Arthur en 2017.

Le festival revient au site du Mafeu l'année suivante et réussit à attirer plus de dix mille personnes. Les éditions suivantes ont vu le festival grandir en taille jusqu'à tripler le nombre de festivaliers (30 000 en 2017), rentrant désormais dans le classement des cinquante plus grands festivals de France. En 2018, le festival passe sur trois jours au lieu de deux auparavant. 
En 2020 et 2021, pendant la pandémie de Covid-19, le festival est contraint d'être annulé. Il revient en 2022, avec un budget de 2,5 millions d'euros et 50 000 festivaliers.
En 2023, le festival continue sa progression, en inaugurant une troisième scène, le King Dôme, consacrée à la musique celtique et festive. Avec 60 000 entrées payantes vendues, le festival affiche complet plus d'un mois avant son ouverture.

## Fréquentation
| 2008   | 2009   | 2011   | 2012                       | 2013                     | 2014   | 2015   | 2016   | 2017   | 2018   |
| ------ | ------ | ------ | -------------------------- | ------------------------ | ------ | ------ | ------ | ------ | ------ |
| 11 000 | 15 000 | 11 000 | 1 200 (concert de soutien) | 2 500 (édition en salle) | 10 000 | 18 000 | 25 000 | 30 000 | 33 000 |

| 2019   | 2020            | 2021            | 2022   | 2023   | - | - | - | - | - |
| ------ | --------------- | --------------- | ------ | ------ | - | - | - | - | - |
| 45 000 | Edition annulée | Edition annulée | 50 000 | 60 000 | - | - | - | - | - |

## Historique

### Édition 2008
- Date : 29 & 30 août
- Fréquentation : 11 000 festivaliers

- Programmation :
  - Vendredi : L'Dawa, Monty Picon, Merzhin, Wimp, Ministere Magouille, Yfonkdufonk, Seik
  - Samedi : Monsieur Roux, Billy Ze Kick et les Gamins en folie, As de trêfle, Kreposuk, Plantec, Le p'tit son, Lug-na

### Édition 2009
- Date : 30 & 31 août
- Fréquentation : 15 000 festivaliers

- Programmation :
  - Vendredi : Los Duendes, Bonobo Circus, Debout sur le zinc, Les Hurlements d'Léo, Elmer Food Beat, les Breuvachons, Les Fils de Teuhpu
  - Samedi : De Poil, Les Vieilles Pies, Red Cardell, Armens, Les Fatals Picards, La Ruda, Les 3 Fromages

### Édition 2011
- Date : 26 & 27 août
- Fréquentation : 11 000 festivaliers

- Programmation : 
  - Vendredi :  Babylon Circus, Raggasonic, No One Is Innocent, Shaka Ponk, N&SK, Emzel Cafe, Loo and Placido
  - Samedi : Pierre Perret, Amadou et Mariam, Celtas Cortos, Percubaba, Success, Le Pied d'la Pompe, Les nains de Jardin
- Détails : Baisse de fréquentation à la suite de l'annulation de la soirée du vendredi pour cause de météo

### Concert de soutien 2012
- Date : 23 mars

- Fréquentation : 1 200 spectateurs (complet)

- Programmation :
  - Concert : No One Is Innocent, Merzhin et Bonobo Circus

- Détails : Organisation d'un concert de soutien à la suite des événements climatiques de 2011

### Édition 2013
- Date : 30 & 31 août
- Fréquentation : 2 500 festivaliers (complet)

- Programmation :
  - Vendredi :  Raggasonic, HK et Les Saltimbanks, The Wankin' Noodles, Lolito, The 1969 Club, Hou-Ha
  - Samedi : Les Ramoneurs de menhirs, GiedRé, Naive New Beaters, Andréas et Nicolas, Justin(e), The Way of Life
- Détails : Une scène en intérieur et une autre extérieure

### Édition 2014
- Date : 29 & 30 août
- Fréquentation : 10 000 festivaliers

- Programmation :
  - Vendredi : Babylon Circus, Oldelaf, Les Sales Majestés, Talco, Opium du Peuple, The Craftmen Club, Kids of Maths
  - Samedi : Miossec, Louis Chedid, Monty Picon, les Têtes raides, Écoute comme ça sent bon, Biga Ranx, Scarecrow, Pigalle

### Édition 2015
- Date : 28 & 29 août
- Fréquentation : 18 000 festivaliers

- Programmation :
  - Vendredi : Zval, Bikini Machine, Sergent Garcia, Les Wampas, Louis Bertignac, Akhenaton, D' de Kabal
  - Samedi : Apes O'Clock, Cali, The Celtic Social Club, Collectif 13, Tiken Jah Fakoly, The Mahones, Salut c'est cool[13]

### Édition 2016
- Date : 26 & 27 août
- Fréquentation : 25 000 festivaliers (complet)

- Programmation :
  - Vendredi : Alain Souchon & Laurent Voulzy, Boulevard des Airs, Caribbean Dandee, Élisa do Brasil,  Soviet Suprem, The Decline ! et The Moorings.
  - Samedi : La Rue Kétanou, Patrice,  General Elektriks, Pfel & Greem,  Radio Elvis, Soldat Louis et The Dizzy Brains.

### Édition 2017
- Date : 25 & 26 août
- Fréquentation : 30 000 festivaliers (complet)
- Programmation :
  - Vendredi : Christophe Maé, Tryo, Féfé, Flavia Coelho, The Shoes [DJ Set], El Gato Negro  et Kaviar Special.
  - Samedi :  Matmatah, Fritz Kalkbrenner, Milky Chance, Che Sudaka, The Noface, Pogo Car Crash Control et The Angelcy.

### Édition 2018
- Date : 24, 25 & 26 août
- Fréquentation : 33 000 festivaliers

- Programmation :
  - Vendredi : Parov Stelar, Les Négresses vertes, Marcel et son orchestre,Fatoumata Diawara, Meute, Theo Lawrence and The Hearts et Albatross.
  - Samedi : IAM, Groundation, Barcella (chanteur), The Inspector Cluzo, Alltta, Hippocampe Fou et Ukuleleboboys.
  - Dimanche : Noel Gallagher's High Flying Birds, Martin Solveig, Parcels, Gunwood, La Chiva Gantina et J. Bernardt.

- Détails : Le festival change de format et passe sur 3 jours pour une vingtaine de concerts

### Édition 2019
- Date : 23, 24 & 25 août
- Fréquentation : 45 000 festivaliers

- Programmation :
  - Vendredi : Suprême NTM, Jungle, Bon Entendeur Show, Jérémy Frérot, Danakil, Koba LaD et Born Idiot.
  - Samedi : Skip The Use, Caravan Palace, Fakear, Youssoupha, Emir Kusturica & TNSO, Tshegue, The Rumpled et Contrefaçon
  - Dimanche : Angèle, The Avener, Triggerfinger, Trois Cafés Gourmands, Airnadette, Jupiter & Okwess et Voyou

- Détails : Édition anniversaire (10e édition), le festival reste sur trois jours pour une vingtaine de concerts[14]